# Shigenobu Murofushi
Shigenobu Murofushi (室伏 重信, Murofushi Shigenobu, né le 2 octobre 1945 à Tangshan en Chine) est un athlète japonais, spécialiste du lancer du marteau. Il compte à son palmarès cinq titres aux Jeux asiatiques et deux titres aux championnats d'Asie. Il est le père de Kōji Murofushi et de Yuka Murofushi.

## Biographie
Il remporte cinq médailles d'or aux Jeux asiatiques de 1970 à 1986, et s'impose par ailleurs lors des championnats d'Asie 1979 et 1981.
Il participe à trois Jeux olympiques et obtient son meilleur résultat en 1972 à Munich, en se classant huitième de la finale.

### Palmarès
| Date | Compétition         | Lieu      | Résultat | Performance |
| ---- | ------------------- | --------- | -------- | ----------- |
| 1966 | Jeux asiatiques     | Bangkok   | 2e       |             |
| 1970 | Jeux asiatiques     | Bangkok   | 1er      |             |
| 1972 | Jeux olympiques     | Munich    | 8e       |             |
| 1974 | Jeux asiatiques     | Téhéran   | 1er      |             |
| 1976 | Jeux olympiques     | Montréal  | 11e      |             |
| 1978 | Jeux asiatiques     | Bangkok   | 1er      |             |
| 1979 | Championnats d'Asie | Tokyo     | 1er      |             |
| 1981 | Championnats d'Asie | Tokyo     | 1er      |             |
| 1982 | Jeux asiatiques     | New Delhi | 1er      |             |
| 1986 | Jeux asiatiques     | Séoul     | 1er      |             |

### Records
| Épreuve           | Performance | Lieu | Date            |
| ----------------- | ----------- | ---- | --------------- |
| Lancer du marteau | 75,96 m     |      | 15 juillet 1984 |